# Final de la vida útil

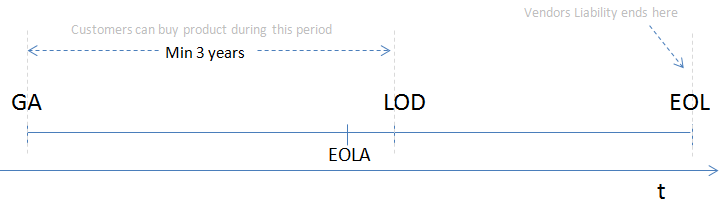
Fites en el cicle de vida d'un producte: disponibilitat general (GA), anunci de finalització de vida útil (EOLA), data de l'última comanda (LOD) i final de vida útil (EOL).

Un producte al final de la vida útil (amb acrònim anglès EOL) és un producte al final del cicle de vida del producte que impedeix que els usuaris rebin actualitzacions, que indiquen que el producte està al final de la seva vida útil (des del punt de vista del venedor). En aquesta etapa, un venedor atura la comercialització, la venda o el subministrament de peces, serveis o actualitzacions de programari per al producte. El venedor pot simplement tenir la intenció de limitar o acabar amb el suport per al producte. En el cas específic de les vendes de productes, un venedor pot utilitzar el terme més específic "final de venda" ("EOS"). Tots els usuaris poden continuar accedint als productes descatalogats, però no poden rebre actualitzacions de seguretat ni suport tècnic. El període posterior a l'última data de producció depèn del producte i es relaciona amb la vida útil prevista del producte des del punt de vista d'un client. Diferents exemples de tota la vida inclouen joguines de cadenes de menjar ràpid (setmanes o mesos), telèfons mòbils (3 anys) i cotxes (10 anys).
L'assistència al producte durant l'EOL varia segons el producte. Per al maquinari amb una vida útil prevista de 10 anys després de la finalització de la producció, el suport inclou peces de recanvi, suport tècnic i servei. La vida útil de les peces de recanvi depèn del preu a causa de l'augment dels costos de producció, ja que els llocs d'alt volum de producció sovint es tanquen quan acaba la producció en sèrie. Els fabricants també poden continuar oferint peces i serveis fins i tot quan no sigui rendible, per demostrar la bona fe i per mantenir una reputació de durabilitat. La llei també exigeix una vida útil mínima per a alguns productes en algunes jurisdiccions. Alternativament, alguns productors poden interrompre el manteniment d'un producte per obligar els clients a actualitzar-se a productes més nous.
En el camp de la informàtica, el concepte de final de vida té importància en la producció, compatibilitat i compra de productes de programari i maquinari. Per exemple, Microsoft va marcar Windows 98 com a final de vida el 30 de juny de 2006. És possible que el programari produït després d'aquesta data no funcioni. El producte de Microsoft Office 2007 (publicat el 30 de novembre de 2006), per exemple, no es pot instal·lar a Windows Me ni a cap versió anterior de Windows. Depenent del venedor, el final de la vida útil pot diferir del final de la vida útil, la qual cosa té la distinció afegida que un proveïdor de sistemes o programari ja no oferirà manteniment, resolució de problemes o altre suport. Aquest programari que és abandonat pel que fa al servei pels desenvolupadors originals també s'anomena abandonware. De vegades, els venedors de programari entren el programari al final de la vida útil, al final de la venda o al final del servei a la comunitat d'usuaris, per permetre'ls oferir el servei i les actualitzacions per si mateixos. Exemples notables són el navegador web Netscape Communicator, que va ser llançat l'any 1998 per Netscape Communications sota una llicència de codi obert al públic, i la suite ofimàtica StarOffice que va ser llançada per Sun Microsystems l'octubre de 2000 com a OpenOffice. org (LibreOffice s'ha bifurcat a partir d'això). De vegades, les comunitats de programari continuen amb el suport al final del suport oficial fins i tot sense l'aval del desenvolupador original, aquests desenvolupaments s'anomenen pedaços no oficials, existents per exemple per a Windows 98 o molts jocs de PC.